# Nekromantix

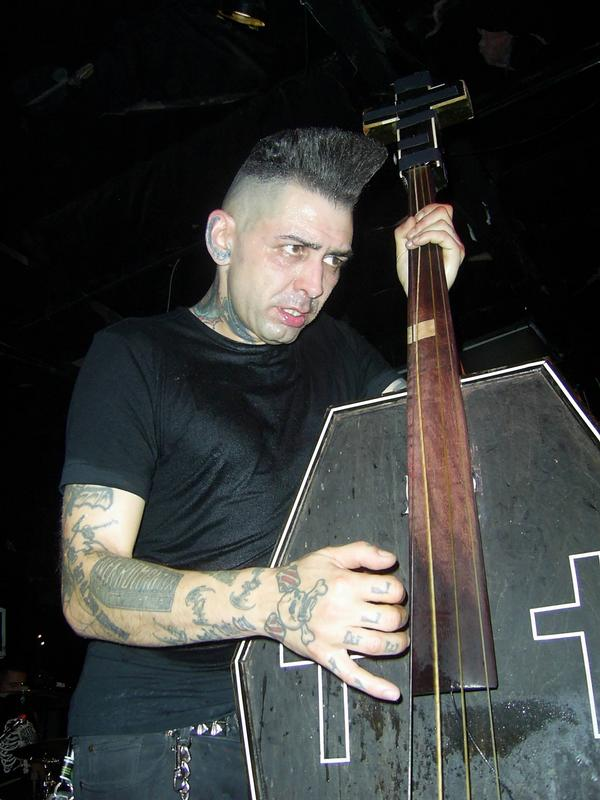
Fotografía de Kim Nekroman, Cantante principal de la banda Nekromantix.

Nekromantix es una banda psychobilly procedente de Dinamarca.
La historia de los Nekromantix comenzó en 1989; la banda fue fundada por Kim Nekroman, que justo había abandonado la Marina Real danesa, habiendo pasado 8 años de su vida como operador de radio en un submarino. Después de dos pequeñas actuaciones en locales daneses, la banda actuó en un gran festival de Hamburgo, Alemania, sólo seis meses después de su primera sesión de ensayo. Su actuación les valió el contrato con Tombstone Records para grabar lo que sería su primer álbum de estudio, Hellbound, lanzado en 1989. Kim Nekroman es el único miembro que ha permanecido en el grupo durante sus más de 20 años de existencia, ya que han sufrido diversos cambios de formación. Toca también la guitarra en la banda The HorrorPops junto a Patricia Day, actualmente su esposa, que toca el contrabajo. La banda HorrorPops se formó en 1996. Ambas bandas actualmente trabajan con el sello discográfico Hellcat Records, perteneciente al guitarra y líder de Rancid, Tim Armstrong.

## Discografía
Está formada por nueve álbumes de estudio, además de 3 singles y un álbum en directo.
- Hellbound (1989)
- Curse of the coffin (1991)
- Brought back to life (1394)
- Demons are a girls best friend (1996)
- Return of the loving dead (2002)
- Dead girls don´t cry (2004)
- Brought Back Again (Remasterización - 2005)
- Life is a Grave & I Dig It! (2007)
- What happens in hell stays in hell (2011)
- A Symphony of Wolf Tones & Ghost Notes (2016)

En directo:
- Undead ´n´live (2000)

Singles:
- Jack the stripper (Single - 1994)
- Demons are a girls best friend (Single - 1996)
- Dead bodies (Single - 2004)